# Kalanchoe pumila
Kalanchoe pumila е вид цъфтящо растение от семейство Каланхое (Crassulaceae), родом от Мадагаскар.
Kalanchoe pumila е печелило Наградата за градински заслуги на Кралското градинарско общество.

## Етимология
Латинският специфичен епитет pumila означава джудже или нискорастящ.

## Описание
Израства до 20 см височина и 45 см широчина. Това е разпръснат нисък сукулент подхраст с извити стъбла от листа със заскрежена окраска и гроздове от лилави розови цветя с жилки през пролетта.

## Разпространение
Тъй като минималната температура за отглеждане е 12 ° C, в умерените райони се отглежда под стъкло като стайно растение.